# Аккулинский район
Аккулинский район (до 4 августа 2018 года — Лебяжинский район) (каз. Аққулы ауданы) — район Павлодарской области. Образован в 1939 году. Площадь — 8,1 тысяча км².
Административный центр — село Аккулы.

## Физико-географическая характеристика

### Географическое положение
На севере граничит с Павлодарским и Щербактинским районами, на востоке — с Алтайским краем, на юге — с Бескарагайским районом Абайской области, западная граница — судоходная река Иртыш, отделяющая от Майского района.
По территории района проходит автомобильная дорога Павлодар—Семипалатинск.

### Климат
Климат района резко континентальный. Средняя температура января −17º-18ºС., июля +20º+21ºС. Годовое количество атмосферных осадков составляет 250 мм.

### Рельеф и гидрография
Поверхность земли плоская и наклонная к реке Иртыш. Западную часть занимает равнина Прииртышья, а восточную — Кулундинская равнина. Средняя высота поверхности земли 150-180 м над уровнем моря.
Территория района представляет собой слабоволнистую степь с ковыльно-типчаковой растительностью, с большим количеством солёных озёр.
Почвы каштановые и тёмно-каштановые, по механическому составу — песчаные и супесчаные, легко подвергаются ветровой эрозии. В пойме — тяжёлые суглинки. В недрах разведаны запасы естественных строительных материалов: алебастра, сульфатов, гипса, извести. Крупнейшие озёра: Борли (1520 га), Сейтень (1550 га), Туз (1170 га).

### Флора и фауна
Растительность в основном типчаково-ковыльная. В междуречье, центральной части растут типчаково-полынные растения. На юго-востоке проходят ленточные боры. В ленточных борах и пойме реки Иртыш произрастают древесные и кустарниковые породы: ива, ветла, ольха, осина, берёза, тополь, сосна и другие. Из трав — полынь, ковыль. В долине реки Иртыш — пойменные луга. Обитают: волк, заяц, сурок, суслик, хомяк; водятся утка, гусь.

## Население

### Этнический состав
Национальный состав (на начало 2019 года):
- казахи — 9897 чел. (81,10 %)
- русские — 1365 чел. (11,18 %)
- украинцы — 180 чел. (1,47 %)
- немцы — 225 чел. (1,85 %)
- татары — 186 чел. (1,52 %)
- чеченцы — 102 чел. (0,84 %)
- башкиры — 49 чел. (0,40 %)
- белорусы — 48 чел. (0,39 %)
- другие — 151 чел. (1,24 %)
- Всего — 12 204 чел. (100,00 %)

### Динамика численности
Численность населения в 1999 году составила 19,6 тысяч человек, в 2012 году — 13,97 тыс. жителей.
Средняя плотность населения — 1,72 человек на 1 км² в 2012 году.
На 1 августа 2024 года населения 12045 человек

## История
Район образован Указом Президиума Верховного Совета Казахской ССР от 16 октября 1939 года с центром в селе Лебяжье за счёт разукрупнения Бескарагайского, Кагановического и Павлодарского районов. Указом Президиума Верховного Совета Казахской ССР от 2 января 1963 года Лебяжинский район был ликвидирован, а его территория вошла в состав Павлодарского сельского района. Указом президиума Верховного Совета Казахской ССР от 31 декабря 1964 года Лебяжинский район образован вновь. В соответствии с законом Республики Казахстан от 18 декабря 1992 года «О социальной защите граждан, пострадавших вследствие ядерных испытаний на Семипалатинском ядерном полигоне» район отнесён к зоне радиационного риска. Указом президента РК от 4 августа 2018 года № 724 Лебяжинский район переименован в район Аккулы.

## Административно-территориальное деление
На территории района 11 сельских округов: Лебяжинский, Баймульдинский, Жамбылский, Казынский, Кызылагашский, Кызыласкерский, Майкарагайский, Малыбайский, Шакинский, Шарбактинский, Ямышевский.
1. Аккулинский сельский округ
2. Баймульдинский сельский округ
3. Жамбылский сельский округ
4. Казынский сельский округ
5. Каракалинский сельский округ
6. Кызылагашский сельский округ
7. Майкарагайский сельский округ
8. Малыбайский сельский округ
9. Шакинский сельский округ
10. Шарбактинский сельский округ
11. Ямышевский сельский округ

## Экономика

### Сельское хозяйство
Сельскохозяйственная специализация района: овцеводство, табунное коневодство, производство шерсти, бахчеводство. Выращивается пшеница, просо, гречиха, подсолнечник, производится мясо, молоко, мелкое кожсырьё. Основное направление хозяйства — животноводство. Район прославился тонкорунным овцеводством, которым, кроме колхозов, занимались специализированные овцеводческие хозяйства — племсовхоз «Бескарагайский», совхоз № 23. В результате долголетней, целенаправленной селекционно-племенной работы, проводимой Казахским научно-исследовательским институтом животноводства (филиала ВАСХНИЛ), а после войны сотрудниками Восточно-Казахстанской опытной станции института животноводства, была выведена новая порода — казахский меринос, обладающая крепкой конституцией имеющего большой вес.
Производством сельскохозяйственной продукции в районе занимаются 10 сельских хозяйств, 172 крестьянских хозяйства, имеется 4332 личных подворья. В районе имеется 2 пекарни, 1 мельница, 1 цех по переработке молока.

## Социальная сфера

### Образование и наука
В районе находятся 7 дошкольных организаций, 23 средних общеобразовательных учреждения и 1 колледж № 14.

### Здравоохранение
В районе действует Лебяжинская центральная районная больница.

### Культура
Издаётся районная газета «Аққу үні» (с 1940).